# Theo Waigel

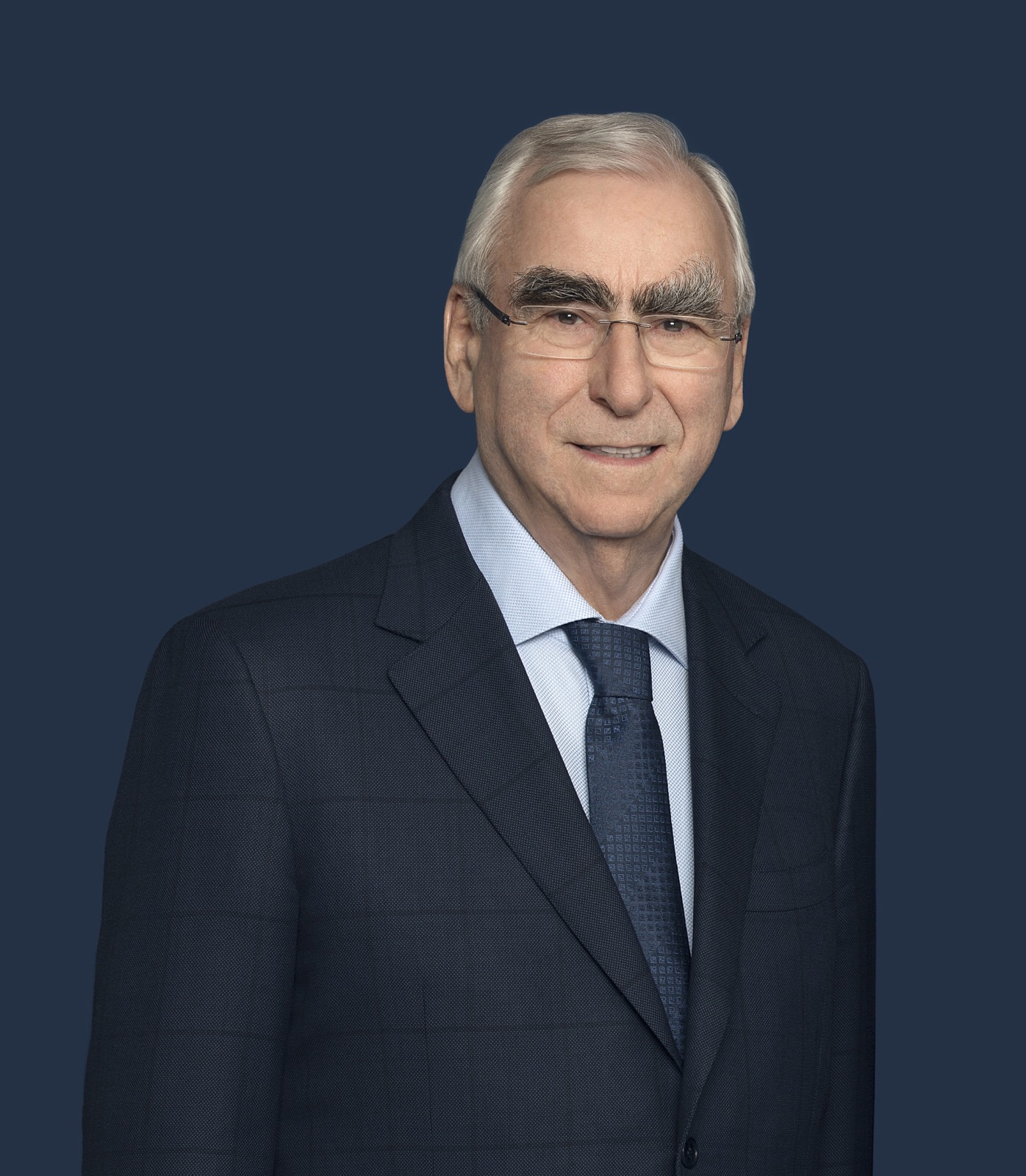
Theo Waigel, 2019

Theodor „Theo“ Waigel (* 22. April 1939 in Oberrohr) ist ein ehemaliger deutscher Politiker (CSU). Er war von 1989 bis 1998 Bundesminister der Finanzen und von 1988 bis 1999 CSU-Vorsitzender. Theo Waigel wurde auf dem Parteitag am 18. Juli 2009 zum Ehrenvorsitzenden der CSU gewählt.

## Leben und Beruf
Theo Waigel wurde als Sohn des Maurerpoliers und Nebenerwerbslandwirtes August Waigel und dessen Frau Genoveva, geb. Konrad, in Oberrohr bei Krumbach in Schwaben geboren. Sein älterer Bruder fiel 1944 mit 18 Jahren im Zweiten Weltkrieg. Nach dem Abitur an der Oberrealschule im schwäbischen Krumbach nahm Waigel 1959 ein Studium der Rechts- und Staatswissenschaften in München und später in Würzburg auf, das er 1963 mit dem ersten juristischen Staatsexamen beendete. 1967 folgten das zweite Staatsexamen sowie seine Promotion zum Dr. iur. mit der Arbeit Die verfassungsmäßige Ordnung der deutschen insbesondere der bayerischen Landwirtschaft. Nach einer Tätigkeit als Gerichtsassessor bei der Staatsanwaltschaft beim Landgericht München I wechselte Waigel 1969 als Persönlicher Referent des Staatssekretärs Anton Jaumann in das Bayerische Staatsministerium der Finanzen. Von 1970 bis 1972 nahm er dieselbe Funktion beim Bayerischen Staatsminister für Wirtschaft und Verkehr Jaumann wahr.

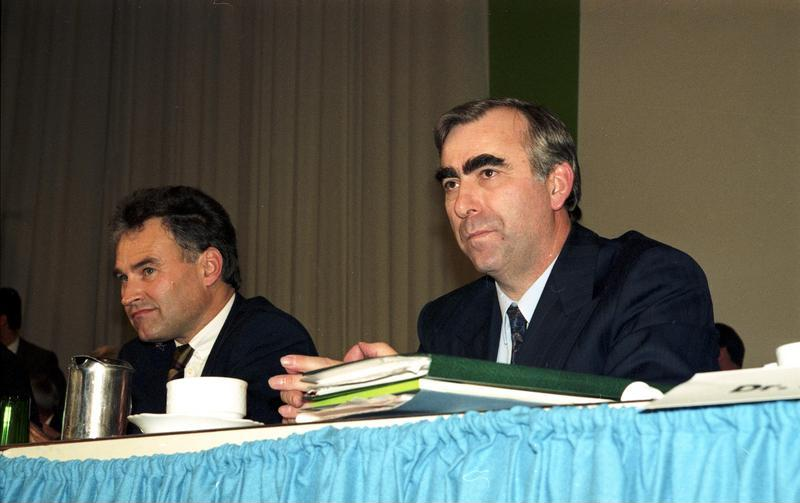
Theo Waigel (rechts) mit Erwin Huber, 1989

Nach seiner politischen Tätigkeit war Waigel u. a. im Beirat der Deutschen Vermögensberatung AG (DVAG) sowie der EnBW. Des Weiteren beriet er die Risikokapitalgesellschaft Texas Pacific Group sowie die PR-Beratung Brunswick Group. Von 1999 bis 2002, also noch während seiner Zeit als Mitglied des Bundestages, hatte er einen Beratungsvertrag mit dem Medienunternehmer Leo Kirch.
Waigel wurde 2004 Vorsitzender des Aufsichtsrates des Geldspielautomaten-Herstellers Löwen Entertainment, vormals NSM-Löwen Entertainment GmbH. Sein Nachfolger war Franz Wohlfahrt.
Im Auftrag von US-Behörden wurde Waigel im Januar 2009 Anti-Korruptions-Beauftragter (Compliance Monitor) beim Technologiekonzern Siemens. Waigel war der erste Nicht-Amerikaner, der von US-Behörden als unabhängiger Monitor berufen wurde. Als solcher berichtete er unter anderem dem Justizministerium der Vereinigten Staaten und der US-amerikanischen Börsenaufsicht SEC. In den USA ist dieses Monitoring der Compliance-Prozesse eines Unternehmens üblicher Bestandteil einer Einigung bei strafrechtlichen Verfahren. Einen Monitor zu verpflichten war eine Auflage des US-Justizministeriums (DOJ) und der US-Börsenaufsicht (SEC) im Zuge der Beilegung eines Verfahrens gegen Siemens. Im November 2011 kündigte Waigel an, sich mit Ende des Geschäftsjahres 2012 von seinem Amt bei Siemens zurückzuziehen. Im Oktober 2012 legte Waigel seinen Schlussbericht vor und beendete seine Arbeit bei Siemens.
Aufgrund der Erfahrungen bei Siemens wurde Theo Waigel im Februar 2021 als Vorsitzender einer Expertenkommission „Trust in Quality“ eingesetzt, mit der der Wirtschaftsprüfer Ernst & Young den Wirecard-Bilanzskandal aufarbeiten und verlorengegangenes Vertrauen wiedergewinnen möchte.
Die Schirmherrschaft für die 1. Alpinen Skiweltmeisterschaften der Gehörlosen in Nesselwang im Allgäu vom 23. Februar bis 2. März 2013 hat Waigel zusammen mit seiner Frau Irene Epple-Waigel übernommen.
Waigel ist katholisch und Mitglied des Kuratoriums der Eugen-Biser-Stiftung. In seiner Jugend engagierte er sich ehrenamtlich in der Katholischen Landjugendbewegung (KLJB).
In erster Ehe war er von 1966 bis 1993 mit der Diplom-Volkswirtin Karin Waigel (1939–2018) verheiratet. Aus der Ehe gingen zwei Kinder hervor: eine Tochter und der Sohn Christian, der Rechtsanwalt und Honorarkonsul des Fürstentums Liechtenstein ist und mit seinem Vater (Of Counsel) in der 2016 gegründeten Münchner Rechtsanwaltskanzlei Waigel Rechtsanwälte zusammenarbeitet. In zweiter Ehe ist Theo Waigel seit dem 26. November 1994 mit der ehemaligen Skirennläuferin und Ärztin Irene Epple-Waigel (* 1957) verheiratet und hat mit ihr einen Sohn (* 1995).

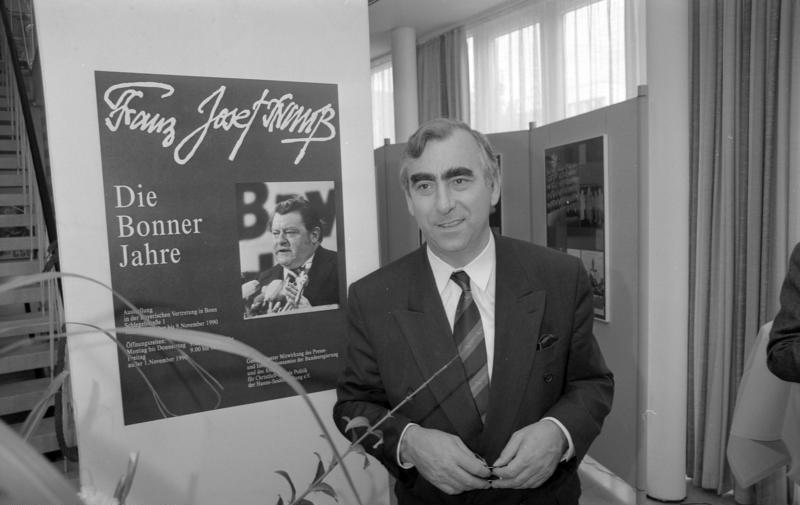
Theo Waigel bei einer F.-J.-Strauß-Ausstellung in der Bayerischen Landesvertretung in Bonn, 1990

## Politische Laufbahn

### Partei
Waigel ist seit 1960 Mitglied der CSU. Von 1971 bis 1975 war er Landesvorsitzender der Jungen Union in Bayern. Von 1973 bis 1988 war er außerdem Vorsitzender der Grundsatzkommission der CSU. Er war von 1970 an Mitglied im CSU-Landesvorstand sowie seit 1983 im Präsidium der CSU. 1987/88 war er Bezirksvorsitzender im CSU-Bezirk Schwaben. Von November 1988 bis Januar 1999 war er Vorsitzender der CSU. Bei der Bundestagswahl 1998 erhielt die CSU in Bayern nur 47,7 % der Wählerstimmen und blieb damit unter dem Wahlziel von 50 %+x. Waigel kündigte an, beim CSU-Parteitag am 16. Januar 1999 nicht wieder als CSU-Vorsitzender zu kandidieren. Der damalige bayerische Ministerpräsident Edmund Stoiber wurde Waigels Nachfolger als Parteivorsitzender.
Auf dem Parteitag am 18. Juli 2009 wurde Waigel zum Ehrenvorsitzenden der CSU gewählt. Als solcher ist er dem CSU-Parteivorstand kooptiert.
Am 8. August 2013 gab die CSU bekannt, dass Waigel im Parteiauftrag einen „Verhaltenskodex für CSU-Politiker“ erarbeitet.
Im Dezember 2013 stellte Waigel diesen vor.
Am 30. April 2024 fand anlässlich seines 85. Geburtstags ein Festakt in den Räumlichkeiten der Hanns-Seidel-Stiftung statt, zu welchem neben Polit-Prominenz der CSU (Markus Söder, Ilse Aigner und Kerstin Schreyer) und JU auch Charlotte Knobloch sowie Reinhard Marx eingeladen waren.

### Abgeordneter
Von 1966 bis 1972 war er Mitglied im Kreistag von Krumbach, von 1972 bis 2002 Mitglied des Deutschen Bundestages. Dort bekleidete er von 1978 bis 1980 die Funktion des Obmanns der CDU/CSU-Bundestagsfraktion im Ausschuss für Wirtschaft. Von Dezember 1980 bis Oktober 1982 war Waigel Vorsitzender der Arbeitsgruppe Wirtschaft sowie wirtschaftspolitischer Sprecher der CDU/CSU-Bundestagsfraktion. Im Oktober 1982 wurde er zum Vorsitzenden der CSU-Landesgruppe im Deutschen Bundestag und damit gleichzeitig zum Ersten Stellvertretenden Vorsitzenden der CDU/CSU-Bundestagsfraktion gewählt. Im April 1989 legte er diese Ämter nieder. Waigel war zuletzt (14. Wahlperiode) mit 54,8 % der Stimmen direkt gewählter Abgeordneter des Wahlkreises Neu-Ulm.

### Finanzminister

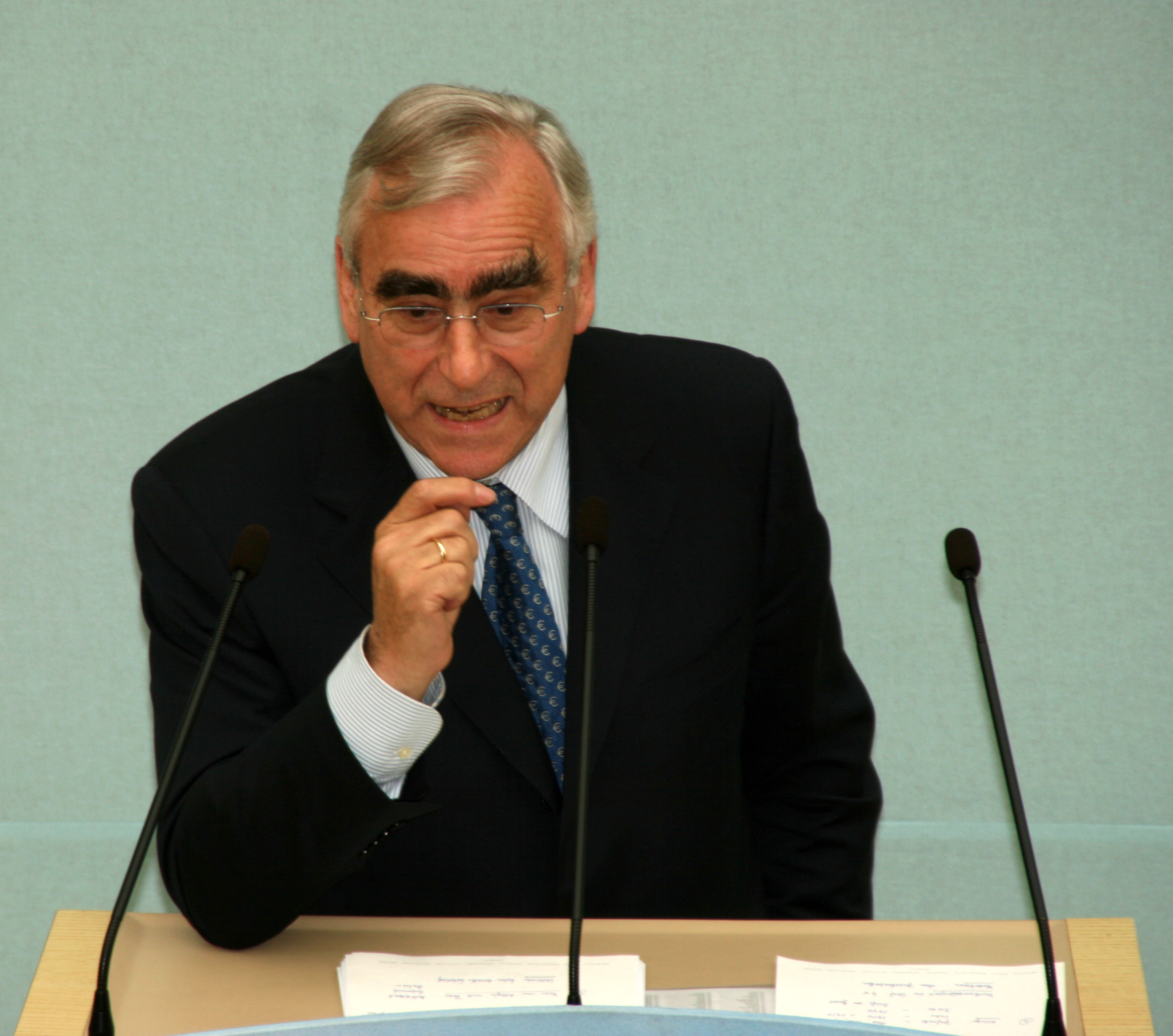
Theo Waigel bei einer Rede im Bayerischen Landtag (2009)

Im Zuge einer Kabinettsumbildung wurde er am 21. April 1989 in die von Bundeskanzler Helmut Kohl geführte Bundesregierung in das Amt des Bundesministers der Finanzen berufen, in welchem er für die Ausverhandlung und Durchführung der Währungs-, Wirtschafts- und Sozialunion verantwortlich war. Nach der Bundestagswahl 1998 schied er am 26. Oktober 1998 aus der Regierung aus, nachdem er den Posten des Finanzministers in den Kabinetten Kohl III, Kohl IV und Kohl V innehatte.
Die Bezeichnung „Euro“ für die gemeinsame europäische Währung geht auf einen von Waigel im Dezember 1995 im Europäischen Rat eingebrachten Vorschlag zurück; er wird häufig als „Namensgeber für den Euro“ bezeichnet.

## Sonstiges
Im sechsteiligen Fernsehspiel Die Affäre Semmeling von Dieter Wedel hat er in seiner Funktion als Bundesfinanzminister zwei Kurzauftritte.

## Auszeichnungen
- 1989: Bayerischer Bierorden
- 1996: Europäischer Karlspreis der Sudetendeutschen Landsmannschaft
- 1997: Orden wider den tierischen Ernst des Aachener Karnevalsvereins
- 1997: Dinosaurier des Jahres 1997 des NABU[36]
- 2003: Ehrensenator der Hochschule Neu-Ulm
- 2009: British-German Community Medal der Britischen Handelskammer in Deutschland[37]
- 2015: Scheidegger Friedenspreis
- 2016: Wilhelm-Weber-Preis[38]
- 2016: SignsAward der Weimer Media Group, Sonderpreis für das Lebenswerk
- 2023: Ehrendoktor der Universität Augsburg[39]

Waigel erhielt unter anderem auch folgende Auszeichnungen: Großes Bundesverdienstkreuz (1984), mit Stern (1988) und Schulterband (1996), Bayerischen Verdienstorden, Ehrendoktor der University of South Carolina (1997) und 2001 Kommandeur der französischen Ehrenlegion.

## Publikationen (Auswahl)
- Die verfassungsmäßige Ordnung der deutschen insbesondere der bayerischen Landwirtschaft. Bayerischer Landwirtschaftsverlag, München 1967 (Zugl.: Würzburg, Univ., Diss., 1967).
- Ehrlichkeit ist eine Währung. Erinnerungen. Econ, Berlin 2019, ISBN 978-3-430-21009-6.
- Unsere Zukunft heißt Europa. Der Weg zur Wirtschafts- und Währungsunion. Econ, Düsseldorf 1996, ISBN 3-430-19455-5.
- Tage, die Deutschland und die Welt veränderten. Vom Mauerfall zum Kaukasus – Die deutsche Währungsunion. Ed. Ferenczy bei Bruckmann, München 1994, ISBN 3-7654-2721-7.
- Handeln aus Verantwortung. Manz, München 1991, ISBN 378630758X.
- Wertewandel in Staat und Gesellschaft. Akademie für Politik und Zeitgeschehen, München 1986, ISBN 3-88795-048-8.
- Weichenstellungen für Deutschland und Europa. Theo Waigel, Stationen eines Politikers. Festschrift für Theo Waigel zum 70. Geburtstag, hrsg. v. Peter Ramsauer. Olzog, München 2009, ISBN 978-3-7892-8306-2.
- Meine Erfahrungen mit der Schule: als Schüler, als Vater und als Politiker. Waxmann, Münster 2000, ISBN 3-89325868-X.